# Granges-d’Ans
Granges-d’Ans település Franciaországban, Dordogne megyében. Lakosainak száma 148 fő (2022. január 1.). Granges-d’Ans Hautefort, Nailhac, Saint-Rabier, Sainte-Orse és Temple-Laguyon községekkel határos.

## Népesség
A település népességének változása:
| Lakosok száma | 314  | 227  | 209  | 172  | 164  | 157  | 152  | 146  | 143  | 148  |
|               | 1968 | 1982 | 1990 | 2006 | 2013 | 2015 | 2017 | 2019 | 2020 | 2022 |